# Xylosma orbiculata
Xylosma orbiculata là một loài thực vật có hoa trong họ Liễu. Loài này được (J.R. Forster & G. Forster) G. Forster miêu tả khoa học đầu tiên năm 1786.